# 시민연합
시민연합(폴란드어: Koalicja Obywatelska, 약칭 KO), 정식 명칭 연합선거위원회 시민연합 시민연단-현대당-폴란드구상-녹색당(폴란드어: Koalicyjny Komitet Wyborczy Koalicja Obywatelska PO .N iPL Zieloni)은 폴란드의 선거연합이다.

## 역사
2018년 지방선거를 앞두고 시민연단과 현대당의 연합으로 결성되었으며, 2019년 6월 원내교섭단체로 개편하고 차기 총선에 참여할 것을 선언했다. 7월 말 녹색당이 합류했으며, 8월 실레지아 자치운동을 포함한 선거협약 구성원들이 참여하겠다고 밝혔다.

### 2018년 지방선거 결과
2018년 지방선거에서 26.97%를 득표해 총 194석을 얻었으며, 이는 법과 정의당에 이어 2위에 해당된다. 7개 주에서 최고의 성적을 기록했으며, 이 중 포메라니아 주의회에서 과반 의석을 얻었다. 하지만 시의회 등의 결과는 좋지 못한데, 1차 투표에서 바르샤바 등 11명의 후보들이 당선되었으며, 총 15명의 후보가 2차 투표에 진출했으나 이 중 8명 만이 당선되었다. 총 19명의 시장을 배출했으며, 국민보수주의 성향의 법과 정의당은 4명 만을 배출해 2위를 기록했다.
시민연합은 바르샤바, 포즈난, 그단스크, 브로클라브, 로즈, 크라코프를 비롯한 대도시에서 대선전했으며, 북서지방에서는 전국 평균을 웃도는 성적을 기록했다. 오폴레 주에서는 독일인 소수민족으로부터 매우 높은 지지를 얻었으나, 소규모 동·리 단위나 동부지방에서는 별다른 지지를 얻지 못했다.

## 구성원
- 시민연단
- 현대당
- 폴란드구상
- 녹색당